# Karim Madani
Pour les articles homonymes, voir Madani.
Karim Madani, né en 1972 à Paris, est un écrivain français.

## Biographie
Élevé à Paris dans l'univers des cultures urbaines, il est journaliste indépendant pour des revues de cultures urbaines et de musique afro-américaine.

## Œuvres
- Fragments de cauchemar américain, Paris, Éditions Inventaire/Invention, coll. « Interzone », 2005, 62 p.  (ISBN 2-914412-44-4)
- Hip-hop connexion, Paris, Éditions Sarbacane, 2007, 219 p.  (ISBN 978-2-84865-190-3)[2]
- Les Damnés du bitume, Paris, Éditions Belfond, 2008, 233 p.  (ISBN 978-2-7144-4519-3)
- Ciel liquide, Paris, Éditions Sarbacane, coll. « Exprim’ », 2010, 262 p.  (ISBN 978-2-84865-367-9)
- Cauchemar périphérique, Paris, Éditions Philippe Rey, 2010, 475 p.  (ISBN 978-2-84876-159-6)
- Le Jour du fléau, Paris, Éditions Gallimard, coll. « Série noire », 2011, 296 p.  (ISBN 978-2-07-013521-9)[3]
- Le Journal infirme de Clara Muller, ill. de Yosh, Paris, Éditions Sarbacane, coll. « Exprim’ », 2012, 269 p.  (ISBN 978-2-84865-494-2)
- Casher nostra, Paris, Éditions du Seuil, coll. « Roman noir », 2013, 283 p.  (ISBN 978-2-02-113514-5)
- Blood sample, Paris, Éditions Baleine, coll. « Le Poulpe », no 284, 2014, 159 p.  (ISBN 978-2-84219-527-4)
- Spike Lee. American urban story, Paris, Éditions Don Quichotte, 2015, 189 p.  (ISBN 978-2-35949-319-1)
- Kanye West. Black Jesus, Paris, Éditions Don Quichotte, 2016, 184 p.  (ISBN 978-2-35949-535-5)
- Jewish gangsta, Paris, Éditions Marchialy, 2017, 200 p.  (ISBN 979-1-09558-209-0)
- Animal boy, Paris, Éditions Le Serpent à Plumes, 2018, 190 p.  (ISBN 979-1-09739-026-6)
- The Morillon Houses in Banlieues parisiennes Noir, chez Asphalte éditions, coll. « Asphalte Noir (Nouvelles noires) » (2019)  (ISBN 978-2-918767-86-2)
- Tu ne trahiras point, Paris, Éditions Marchialy, 2021, 304 p.  (ISBN 978-2-381344-01-0)
- Queens Gangsta, Rivages (2022)
- Griselda Blanco, Hachette (2023)
- Murder muzik, Dark Side (2025)